# Sphaerothuria talismani
Sphaerothuria talismani är en sjögurkeart. Sphaerothuria talismani ingår i släktet Sphaerothuria och familjen korvsjögurkor. Inga underarter finns listade i Catalogue of Life.